# 蛇夫座V2213
蛇夫座V2213，又名BD+00 3629，HD 154417、SAO 122056、HR 6349，是蛇夫座的一颗恒星，视星等为6.01，位于銀經20.77，銀緯23.78，其B1900.0坐标为赤經17h 0m 11.3s，赤緯+0° 23.78′ 58″。